# Petar Meseldžija
Petar Meseldžija (Novi Sad, 1965) è un fumettista, pittore e illustratore serbo.
Fra i suoi lavori principali si possono citare "Esmeralda" (sceneggiatore: Dušan Vukojev), "Tarzan" (sc. Vukojev) e illustrazioni: "Legend of Steel Bashaw", "King Arthur and the Knights of the Round Table", "Children of the Lamp" e "Il Signore degli Anelli" ("The Lord of the Rings").

## Onorificenze
- The "International Golden pen of Belgrade" Plaque ("Zlatno pero"), Yugoslavia, 1994.
- The Art Show Judges Choice Award – 59th World Science Fiction Convention, Philadelphia, U.S., 2001.
- Silver Award from Spectrum 4 – The Best in Contemporary Fantastic Art, U.S., 1997.
- Silver Award from Spectrum 10 – The Best in Contemporary Fantastic Art, U.S., 2003.
- Gold Award Spectrum 16 – The Best in Contemporary Fantastic Art, U.S., 2009.